# آيت بوياسين (سيدي مبارك)
آيت بوياسين هي إحدى مشيخات المملكة المغربية، تتبع جغرافيا لإقليم سيدي إفني وإداريًا لسيدي مبارك. يقدر عدد سكانها بـ 3936 نسمة حسب الإحصاء الرسمي للسكان والسكنى لسنة 2004.